# Jannik Bandowski
Jannik Bandowski (Korbach, 1994. március 30. –) német labdarúgó, a másodosztályú TSV 1860 München hátvédje kölcsönben a Borussia Dortmund együttesétől.